# Astrocaryum minus
Astrocaryum minus  es una especie de planta de la familia de las palmeras (Arecaceae).

## Distribución y hábitat
Se halla en Brasil y en Guyana Francesa. Es una especie extremadamente rara de ocurrencia:  oeste de la cuenca del Amazonas; recientemente se descubrieron dos individuos en el Monte Grand Maroury, cerca de Cayenne.
Está severamente amenazada por destrucción de hábitat.

## Taxonomía
Astrocaryum minus  fue descrita por James William Helenus Trail y publicado en Journal of Botany, British and Foreign 15: 78. 1877.
Etimología
Astrocaryum: nombre genérico que deriva del griego astron = "estrella", y karion = "nuez", en referencia al patrón en forma de estrella de las fibras alrededor de los poros del endocarpio.
minus: epíteto latino que significa "el más pequeño".